# Daya
Daya (англ. Daya, Grace Martine Tandon) — американская поп-певица, автор-исполнитель. Обладательница премии Грэмми в категории Best Dance Recording (2016) за песню «Don`t Let Me Down» (вместе с группой The Chainsmokers).

## Биография
См. также «Daya Music career» в английском разделе.
Родилась 24 октября 1998 года в США (Питтсбург, Филадельфия). Её дедушка американский индус. Сценическое имя Daya происходит от слов «сострадание» или «доброта».
В 2016 году была приглашена выступать в Белом доме на пасхальном мероприятии Easter Egg Roll, где она и её семейство встречались с президентом Бараком Обамой и первой леди Мишель Обамой.

## Дискография
См. также «Daya discography» в английском разделе.
- Sit Still, Look Pretty (2016)

## Награды и номинации
| Год  | Награда                     | Категория                                     | Работа                   | Результат |
| ---- | --------------------------- | --------------------------------------------- | ------------------------ | --------- |
| 2016 | Radio Disney Music Awards   | Best New Artist                               | Daya                     | Номинация |
| 2016 | MTV Video Music Awards      | Best Electronic Video                         | «Don’t Let Me Down»      | Номинация |
| 2016 | Latin American Music Awards | Favorite Dance Song                           | «Don’t Let Me Down»      | Номинация |
| 2016 | American Music Awards       | Collaboration of the Year                     | «Don’t Let Me Down»      | Номинация |
| 2017 | Премия «Грэмми»             | Премия «Грэмми» за лучшую танцевальную запись | «Don’t Let Me Down»      | Победа    |
| 2017 | iHeartRadio Music Awards    | Dance Song of the Year                        | «Don’t Let Me Down»      | Номинация |
| 2017 | iHeartRadio Music Awards    | Best Collaboration                            | «Don’t Let Me Down»      | Номинация |
| 2017 | iHeartRadio Music Awards    | Best Music Video                              | «Don’t Let Me Down»      | Номинация |
| 2017 | iHeartRadio Music Awards    | Best New Pop Artist                           | Herself                  | Номинация |
| 2017 | Kids' Choice Awards         | Favorite New Artist                           | Herself                  | Номинация |
| 2017 | WDM Radio Awards            | Best Electronic Vocalist                      | Herself                  | Номинация |
| 2017 | WDM Radio Awards            | Best Trending Track                           | «Don’t Let Me Down»      | Победа    |
| 2017 | Radio Disney Music Awards   | Best Dance Track (Best Song to Dance To)      | «Don’t Let Me Down»      | Номинация |
| 2017 | Radio Disney Music Awards   | Song of the Year                              | «Sit Still, Look Pretty» | Номинация |
| 2017 | Radio Disney Music Awards   | Breakout Artist of the Year                   | Herself                  | Номинация |
| 2017 | Billboard Music Awards      | Top Hot 100 Song                              | «Don’t Let Me Down»      | Номинация |
| 2017 | Billboard Music Awards      | Top Selling Song                              | «Don’t Let Me Down»      | Номинация |
| 2017 | Billboard Music Awards      | Top Radio Song                                | «Don’t Let Me Down»      | Номинация |
| 2017 | Billboard Music Awards      | Top Collaboration                             | «Don’t Let Me Down»      | Номинация |
| 2017 | Billboard Music Awards      | Top Dance/Electronic Song                     | «Don’t Let Me Down»      | Номинация |